# ملعب مابي – تشيتا ديل تريكولوري
ملعب تريكولوري ملعب متعدد الاستخدامات لعدة رياضات يقع في مدينة ريدجو إميليا الإيطالية. يعتبر الملعب الرئيسي لمباريات نادي نادي ريجينا 1919. تم افتتاحه في 1995، ويتسع لحضور 20,000 متفرج. ومن الجدير بالذكر قام نادي ساسولو بتأجير الملعب بعدما تأهل لدوري الدرجة الأولى الإيطالي الاشتراطات الامنية الخاصة بمباريات الدرجة الأولى.